# Ālkhāş
Ālkhāş (persiska: آلخاص) är en ort i Iran.   Den ligger i provinsen Nordkhorasan, i den nordöstra delen av landet, 600 km öster om huvudstaden Teheran. Ālkhāş ligger 1 704 meter över havet och antalet invånare är 455.
Terrängen runt Ālkhāş är huvudsakligen kuperad, men norrut är den bergig.Runt Ālkhāş är det ganska glesbefolkat, med 38 invånare per kvadratkilometer. Närmaste större samhälle är Naz̧ar Moḩammad, 5,8 km väster om Ālkhāş. Trakten runt Ālkhāş består i huvudsak av gräsmarker.